# Lucy Stone
Lucy Stone (13. srpna 1818 West Brookfield – 18. října 1893 Boston) byla přední americká řečnice, abolicionistka, sufražetka a obhájkyně práv žen. V roce 1847 získala jako první žena v Massachusetts vysokoškolský titul. V dobách, kdy ženy byly odrazovány od vyjadřování svého názoru na veřejnosti, Stone veřejně obhajovala ženská práva a kritizovala otrokářství. Proslavila se také tím, že si po sňatku nechala své rodné příjmení, zatímco zvykem bylo přejmenovat se po manželovi.
Stone organizovala akce, které v oblasti práv žen přinesly pozitivní výsledky. Iniciovala vznik první National Women's Rights Convention ve Worcesteru v Massachusetts. Práva žen obhajovala i v mnoha proslovech zákonodárným orgánům. Pomohla založit Women's Loyal National League a zasadila se o schválení Třináctého dodatku Ústavy Spojených států amerických a s tím i o zákaz otrokářství.
Stone také o právech žen psala, vydávala a distribuovala proslovy. Založila a propagovala týdeník Woman's Journal, kde dávala prostor různým názorům na práva žen.